# Касай, Масаэ
Масаэ Касай (-Накамура) (яп. 河西 昌枝  Касай Масаэ) (14 июля 1933, Минамиарупусу, префектура Яманаси, Япония — 3 октября 2013, Токио, Япония) — японская волейболистка и тренер, связующая. Чемпионка летних Олимпийских игр 1964, чемпионка мира 1962.

## Биография
После окончания школы Касай пришла работать на прядильное предприятие Нитибо, став игроком одноименного волейбольного клуба, который доминировал в женском волейболе страны а 1950—1960-е годы. Эта команда стала основой для комплектования сборной Японии, капитаном которой была назначена Касай. На международной арене она дебютировала на чемпионате мира в Бразилии в 1960 году, став серебряным призёром вслед за сборной СССР. Через два года Касай в составе национальной сборной стала чемпионкой мира после реванша у сборной Советского Союза в Москве (1962).
На дебютной для женского волейбола Олимпиаде в Токио (1964) вместе с подругами по команде завоевала золотую медаль. После победы команду принял премьер-министр Японии, которому спортсменка пожаловалась, что из-за плотного графика тренировок так и не смогла выйти замуж. Глава японского кабинета лично назначил дату и свадьба состоялась.
В январе 1965 объявила о завершении игровой карьеры. В дальнейшей работала тренером в Японии и Китае. В 2003—2004 — заместитель председателя Японской ассоциации волейбола. В 2004 была руководителем делегации женской волейбольной сборной Японии на Олимпиаде в Афинах. В 2008 включена в Волейбольный Зал славы.
Масаэ Накамура (Касай) умерла 3 октября 2013 года в возрасте 80 лет в больнице Токио от кровоизлияния в мозг.

## Достижения

### Клубные
- 3-кратная чемпионка Японии (система 9х9) — 1953, 1956, 1957.
- 6-кратная чемпионка Японии (система 6х6) — 1958, 1959, 1961—1964.

### Со сборной Японии
- Олимпийская чемпионка 1964.
- чемпионка мира 1962;
  - серебряный призёр чемпионата мира 1960.